# Jazzový věk

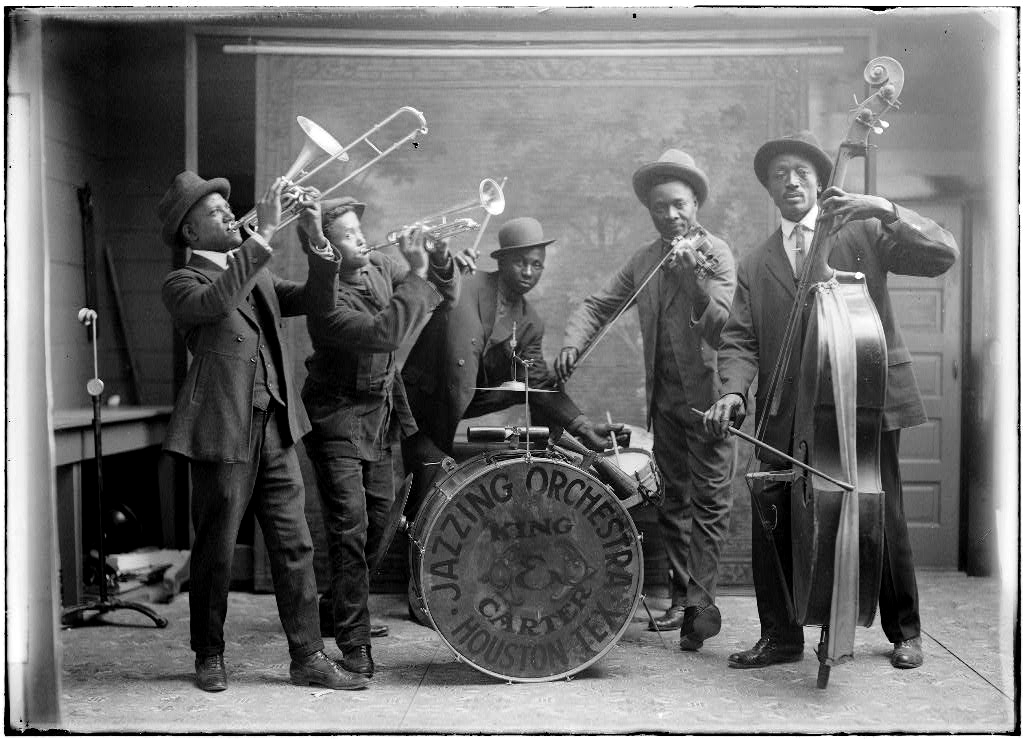
Jazzový orchestr v USA roku 1921

Jazzový věk (anglicky Jazz Age) bylo v dějinách kultury období 20. a 30. let 20. století, kdy ve Spojených státech rychle získaly celonárodní popularitu jazzová hudba a taneční styly. Kulturní dopady jazzového věku byly zřetelné především ve Spojených státech, rodišti jazzu. Jazz, který vznikl v New Orleansu propojením afroamerické a evropské hudby, hrál v tomto období významnou roli v širších kulturních změnách a jeho vliv na populární kulturu pokračoval dlouho poté. Jazzový věk se často zmiňuje ve spojení s bouřlivými dvacátými lety (Roaring Twenties) a pro kulturu té doby bylo významné, že se ve Spojených státech překrýval s obdobím prohibice. Rovněž byl silně ovlivněn zavedením celoplošných rozhlasových stanic. Jazzový věk byl také propojen s rozvíjejícími se subkulturami mladých lidí. Hnutí také pomohlo zahájit evropský jazz. Termín jazzový věk se přičítá americkému spisovateli Francisu Scottovi Fitzgeraldovi, který jej použil ve své sbírce povídek z roku 1922 s názvem Tales of the Jazz Age (Povídky jazzového věku).

## Pozadí

### Jazzová hudba
Jazz je hudební žánr, který vznikl v afroamerických komunitách v New Orleansu ve Spojených státech na konci 19. a na počátku 20. století a vycházel blues, kreolské hudby a ragtimu. New Orleans dával pro rozvoj jazzu dobrou příležitost, protože to bylo přístavní město, kde byly zastoupeny různé kultury a náboženství.
Jazz je často považován za „klasickou americkou hudbu“. Na počátku 20. století vznikl dixieland jako raná forma jazzu. Ve 20. letech 20. století byl jazz uznán jako významná forma hudebního projevu. Poté z něj vznikla řada dalších nezávislých tradičních a populárních hudebních stylů, které všechny spojily společné vazby afroamerického a evropsko-amerického hudebního původu a orientace na živou hudbu. Z Afriky získal jazz svůj rytmus, „blues“, a tradici hraní nebo zpěvu svérázným expresivním způsobem. Z Evropy dostal jazz svou harmonii a nástroje. Důležitou součástí jazzu se stala improvizace.
Louis Armstrong postavil do popředí jazzového projevu improvizační sólo. Jazz se obecně vyznačuje swingovým rytmem a modrými (blue) notami, volajícími a odpovídajícími vokály (call and response), polyrytmičností a improvizací.

### Prohibice
Prohibice ve Spojených státech byl celostátní ústavní zákaz výroby, dovozu, přepravy a prodeje alkoholických nápojů v letech 1920 až 1933. Byl prosazen v duchu zásad takzvané progresivní éry americké politiky.
Ve dvacátých letech 20. století byly tyto zákony často ignorovány a odpovídající daňové příjmy vypadly. Dobře organizované zločinecké gangy převzaly kontrolu nad dodávkami piva a alkoholu pro mnoho měst a rozpoutaly vlnu zločinu, která šokovala USA. Zákaz alkoholu využili gangsteři typu Al Capona, který vydělal 60 milionů tehdejších dolarů nelegálním prodejem alkoholu. Nelegální bary, které rostly během této éry jako houby po dešti, se staly centry „jazzového věku“, kde se hrála populární hudba, zahrnující taneční hudbu, nové písně a hudební show.
Koncem 20. let 20. století zaútočila na prohibici nová opozice anti-prohibicionistů neboli „mokrých“. Považovala ji za příčinu růstu kriminality, snižování daňových příjmů a vnucování venkovských protestantských náboženských hodnot městské Americe. Zákaz skončil ratifikací dvacátého prvního dodatku, který zrušil prohibiční osmnáctý dodatek dne 5. prosince 1933. Některé státy však pokračovaly v zákazu na místní úrovni.

### Tajné bary
Tajné bary, talkeasies, byly často vlastněny organizovanými zločinci. Zákazníci zde mohli pít alkohol, odpočívat nebo si popovídat (talk easy). Hrál se tu jazz jako kontrakulturní druh hudby, který zapadal do nezákonného prostředí a tamního dění. Jazzoví umělci bývali proto často najímání, aby v tajných barech hráli. Al Capone, slavný vůdce organizovaného zločinu, poskytl jazzovým hudebníkům, kteří dříve žili v chudobě, stálý příjem a profesionální status: „Zpěvačka Ethel Watersová si pyšně připomínala, že s ní Capone zacházel s úctou, pochvalou, uznáním a platil jí na dřevo.“ Také „pianista Earl Hines si pamatoval, že‚ Scarface [Al Capone] vycházel dobře s hudebníky. Rád chodil do klubu se svými kamarády a nechal kapelu hrát své oblíbené kousky. Byl velmi uvolněný  a rozdával spropitné ve stodolarovkách.“ Ilegální kultura tajných výčepů vedla k takzvaným klubům „černých a hnědých“ („black and tan“), které měly barevné publikum. Tajných barů bylo mnoho zejména v Chicagu a New Yorku. New York měl na vrcholu prohibice 32 tisíc barů. Ty používaly důmyslné způsoby skrývání alkoholu, které popsal bývalý vlastník několika barů Charlie Burs. Šlo například o navazování vztahů s místní policií a hasiči. Dále to byly mechanismy jako ten, který po stisknutí tlačítka způsobí, že police s alkoholem povolí, takže lahve s alkoholem spadnou dolů do žlabu, rozbijí se a alkohol proteče kameny a pískem do základů budovy. Zároveň se spustí poplach, který upozorní zákazníky na šťáru. Dalším mechanismem, který Burns používal, byl vinný sklep s tlustými dveřmi zapuštěný so zdi. Měl malý, téměř nepostřehnutelný otvor pro zasunutí tyče, která aktivovala zámek a otevřela dveře.
Tajné bary získávaly alkohol od ilegálních palíren a pašeráků, kteří organizovali dovoz alkoholu po zemi nebo po moři do USA. Slušný zahraniční alkohol byl během prohibice vysoce ceněný.

## Dějiny
Od roku 1919 hrála původní kreolská jazzová kapela Kida Oryho z New Orleansu v San Francisku a Los Angeles, kde se v roce 1922 stala první černošskou jazzovou kapelou neworleanského původu, která začala nahrávat. V tomto roce vznikla také první nahrávka Bessie Smithové, nejslavnější bluesové zpěvačky 20. let. Mezitím se Chicago stalo hlavním centrem vývoje nového „Hot Jazzu“. King Oliver se zde spojil s Billem Johnsonem a Bix Beiderbecke v roce 1924 vytvořil kapelu The Wolverines.
Ve stejném roce se Louis Armstrong připojil k taneční skupině Fletchera Hendersona, kde vystupoval jako sólista, ale odešel už v roce 1925. Původní styl vzniklý v New Orleansu byl polyfonní, s variací témat a současnou kolektivní improvizací. Armstrong byl mistrem svého domácího stylu, ale v době, kdy se připojil k Hendersonově kapele, byl již průkopníkem nové fáze jazzu s důrazem na aranžmá a sólisty. Armstrongova sóla šla daleko za koncept improvizace tématu a byla složena spíše z akordů než z melodií. Podle Schullera ve srovnání s ním zněla sóla Armstrongových spoluhráčů (včetně mladého Colemana Hawkinse) „strnule, drsně“ s „trhanými rytmy a šedou nevýraznou kvalitou tónu“. Následující příklad ukazuje krátký výňatek jednoduché melodie skladby „Mandy, Make Up Your Mind“ od George W. Meyera a Arthura Johnstona (nahoře) ve srovnání s Armstrongovými sólovými improvizacemi (níže, zaznamenáno v roce 1924). Příklad Armstrongovo sólo ukazuje jen přibližně, protože nevyjadřuje jeho použití swingu. 

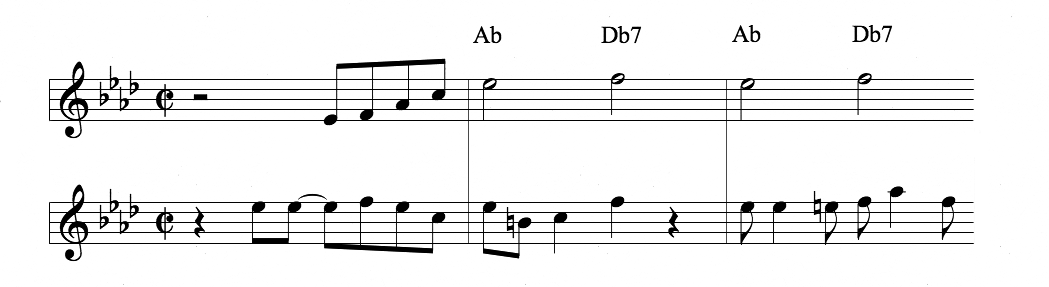
Nahoře: část melodie skladby „Mandy, Make Up Your Mind“ od George W. Meyera a Arthura Johnstona. Dole: odpovídající sólo Louise Armstronga (1924).

Armstrongova sóla byla významným faktorem utváření jazzu jako pravého hudebního  jazyka 20. století. Poté, co opustil Hendersonovu skupinu, založil Armstrong svou virtuózní kapelu Hot Five, která zahrnovala instrumentalistu Kida Oryho (pozoun), Johnnyho Doddse (klarinet), Johnnyho St. Cyra (banjo) a manželku Lil u klavíru; kapela zpopularizovala zpěv ve stylu scat.
Jelly Roll Morton nahrával s kapelou New Orleans Rhythm Kings, což je raný příklad spolupráce jazzových muzikantů různých ras, a poté v roce 1926 založil kapelu Red Hot Peppers. Větší poptávka byla pro jazzovou taneční hudbu hranou bělošskými orchestry, jako byl orchestr Jeana Goldketteho a orchestr Paula Whitemana. V roce 1924 Whiteman premiéroval Gershwinovu Rapsodii v modrém. V polovině dvacátých let byl Whiteman nejoblíbenějším kapelníkem v USA. Jeho úspěch byl založen na „rétorice domestikace“, v jejímž duchu povýšil a zhodnotil dříve podceňovaný druh hudby. Mezi další vlivné velké soubory patřila kapela Fletchera Hendersona, kapela Duka Ellingtona (která v roce 1927 zahájila vlivné působení v Cotton Clubu) v New Yorku a kapela Earla Hinese v Chicagu (která zde začala působit roku 1928 v kavárně Grand Terrace). To vše významně ovlivnilo vývoj swingového jazzu ve stylu big bandu (velké kapely). V roce 1930 byl jazz v původním neworleánském stylu přežitkem a jazz se vydal do světa.
Několik hudebníků vyrůstalo v hudebních rodinách, kde se členové rodiny často jedni od druhých učili číst a hrát hudbu. Někteří hudebníci, jako Pops Foster, se učili na podomácku vyrobených hudebních nástrojích.
Městské rozhlasové stanice hrály afroamerický jazz častěji než předměstské stanice, a sice kvůli koncentraci Afroameričanů v městských oblastech, jako je New York a Chicago. Mladší lidé si oblíbili původně černošské tance jako je charleston. To patřilo k obrovskému kulturnímu posunu, který vyvolala popularita jazzové hudby.

### Swing ve 20. a 30. letech
30. léta dvacátého století patřila populárním swingovým bigbandům, ve kterých se někteří virtuózní sólisté proslavili stejně jako kapelníci. Mezi klíčové postavy při vývoji „velké“ jazzové kapely patřili kapelníci a aranžéři Count Basie, Cab Calloway, Jimmy a Tommy Dorsey, Duke Ellington, Benny Goodman, Fletcher Henderson, Earl Hines, Harry James, Jimmie Lunceford, Glenn Miller a Artie Shaw. I když se jednalo o kolektivně vytvářený zvuk, swing také nabídl jednotlivým hudebníkům šanci hrát a improvizovat melodická tematická sóla, která občas hraničila se složitou „vážnou“ hudbou.
Postupem času se v Americe začaly uvolňovat hráze rasové segregace: bílí kapelníci začali nabírat černé  muzikanty a černí kapelníci bílé. V polovině třicátých let najal Benny Goodman klavíristu Teddyho Wilsona, vibrafonistu Lionela Hamptona a kytaristu Charlieho Christiana. Ve 30. letech ukázal soubor Kansas City Jazz s tenorovým saxofonistou Lesterem Youngem cestu od velkých kapel k bebopu 40. let. Styl z počátku 40. let známý jako „jumping the blues“ nebo „jump blues“, používal malá kapely, rychlé tempo a postupy bluesových akordů a čerpal z boogie-woogie 30. let.

## Rádio
Zavedení rozsáhlého rozhlasového vysílání v roce 1932 umožnilo rychlé šíření jazzu po USA. Rádio bylo označováno jako „továrna na zvuk“ a umožnilo milionům lidí bezplatně poslouchat hudbu - zejména to byli lidé, kteří nikdy nenavštěvovali drahé, vzdálené velkoměstské kluby. Vysílalo se z klubů v hlavních  centrech, jako jsou New York, Chicago, Kansas City a Los Angeles. V rádiu byly dvě kategorie živé hudby: koncertní hudba a taneční hudba velkých kapel (big bands). Koncertní hudbu hrávali amatéři, obvykle bezplatně. Ve velkých kapelách hráli profesionálové a vysílalo se z nočních klubů a tanečních sálů.
Muzikolog Charles Hamm popsal tři typy dobové jazzové hudby: černou hudbu pro černé publikum, černou hudbu pro bílé publikum a bílou hudbu pro bílé publikum. Černí jazzmeni jako Louis Armstrong původně dostávali velmi málo vysílacího času, protože většina stanic raději hrála hudbu bílých amerických jazzových zpěváků. V městských oblastech, jako je Chicago a New York, se afroamerický jazz hrál v rádiu častěji než na předměstích. Big-band jazz, jaký hráli James Reese Europe a Fletcher Henderson v New Yorku, přitahoval velké rozhlasové publikum.

## Prvky a vlivy

### Mládí
Mladí lidé ve 20. letech 20. století využili vlivu jazzu ke vzpouře proti tradiční kultuře předchozích generací. Tato vzpoura mládeže dvacátých let šla ruku v ruce s výstřelky jako byl odvážná móda žen (flappers), které také kouřily cigarety, ochota svobodně mluvit o sexu a nové rozhlasové hudební pořady. Tance jako charleston, vytvořené Afroameričany, se náhle staly populární u mládeže. Tradicionalisté byli zděšení tím, co považovali za úpadek morálky. Někteří městští Američané ze střední třídy vnímali jazz jako „ďábelskou hudbu“ a věřili, že improvizované rytmy a zvuky propagují promiskuitu.

### Role žen
Volební právo ženy v USA získaly ratifikací Devatenáctého dodatku ústavy 18. srpna 1920 a nástupem svobodomyslných flappers začaly ženy hrát větší roli ve společnosti a kultuře. Vzhledem k tomu, že se ženy během první světové války zapojily do pracovní síly, měly nyní mnohem více možností, pokud jde o společenský život a zábavu. Myšlenky jako rovnost pohlaví a svobodný sex byly v té době velmi populární a zdá se, že ženy tyto myšlenky tehdy využily. Ve 20. letech 20. století se objevila řada slavných hudebnic, v čele se skvělou zpěvačkou, černoškou Bessie Smithovou. Ta pak inspirovala zpěvačky jako Billie Holiday a Janis Joplinovou.
Sem patří například Lovie Austinová (1887–1972), což byla chicagská kapelnice, klavíristka, skladatelka, zpěvačka a aranžérka klasické bluesové éry 20. let. Ona a Lil Hardinová Armstrongová jsou často hodnoceny jako dvě z nejlepších ženských jazzových bluesových klavíristek té doby. Klavíristka Lil Hardinová Armstrongová byla původně členkou kapely Kinga Olivera s manželem Louisem a pokračovala ve hře na klavír v kapele svého manžela Hot Five a poté v jeho další skupině s názvem Hot Seven. Ale až ve 30. a 40. letech 20. století bylo mnoho ženských jazzových zpěvaček, jako Bessie Smithová a Billie Holiday, v hudebním světě uznáno jako úspěšné umělkyně. Další slavná zpěvačka, přezdívaná „První dáma písně“, byla Ella Fitzgeraldová, jež byla po více než půl století jednou z nejpopulárnějších zpěvaček v USA. Za svůj život získala 13 cen Grammy a prodala přes 40 milionů gramodesek. Spolupracovala se všemi jazzovými velikány, včetně Duka Ellingtona, Counta Basieho, Nata Kinga Colea, Franka Sinatry, Dizzyho Gillespieho a Bennyho Goodmana. Tyto ženy vytrvale usilovaly o to, aby se jejich jména v hudebním průmyslu prosadila, a to otevřelo cestu pro mnoho dalších umělkyň.

### Počátky evropského jazzu
Protože v Evropě vyšlo jen omezené množství amerických jazzových nahrávek, evropský jazz hodně čerpal z amerických umělců, jako byli James Reese Europe, Paul Whiteman a Lonnie Johnson, kteří navštívili Evropu během první světové války a po ní. Jejich živá vystoupení inspirovala zájem evropských diváků o jazz, čemuž pomohl i zájem o všechno americké (a tedy exotické) v dobách ekonomických a politických strastí Evropy. V tomto meziválečném období se začaly objevovat počátky výrazného evropského stylu jazzu.
Britský jazz zahájilo tamní turné skupiny Original Dixieland Jazz Band v roce 1919. V roce 1926 začali na BBC vysílat Fred Elizalde and His Cambridge Undergraduates. Poté se jazz stal důležitým prvkem mnoha předních tanečních orchestrů a početných jazzových instrumentalistů.
Do Francie jazz uvedla kapela Quintette du Hot Club de France, založená v roce 1934. Šlo zde o kombinací afroamerického jazzu a symfonických stylů, v nichž byli francouzští hudebníci dobře vyškoleni; v tom lze vidět inspiraci Paula Whitemana, protože jeho styl byl také fúzí těchto dvou směrů. Belgický kytarista Django Reinhardt popularizoval cikánský jazz, mix amerického swingu 30. let, francouzské taneční hudby „musette“ a východoevropského folku s malátnou a svůdnou náladou; hlavními nástroji byla kytara s ocelovými strunami, housle a kontrabas. Sóla přecházela od jednoho hráče k druhému, zatímco rytmickou sekci tvořily kytara a basa. Někteří vědci se domnívají, že Eddie Lang a Joe Venuti razili spojení kytary a houslí, které je pro tento žánr charakteristické a které do Francie uvedli poté, co ho koncem 20. let slyšeli buď živě nebo na nahrávkách Okeh Records.

## Kritika
Během tohoto období si jazz začal získávat pověst nemorální hudby a mnoho lidí starších generací ho považovalo za ohrožení starých kulturních hodnot a nástup dekadence. Profesor Henry van Dyke z Princetonské univerzity napsal: „... vůbec to není hudba. Je to jen dráždění sluchových nervů, smyslné škádlení strun fyzické vášně.“ Média také začala hanobit jazz. The New York Times používal příběhy a titulky k útokům na jazz: o sibiřských vesničanech se v novinách psalo, že pomocí jazzu plašili medvědy, i když ve skutečnosti používali hrnce a pánve; jiný článek tvrdil, že smrtelný infarkt slavného dirigenta byl způsoben jazzem.

### Klasická hudba
Jak vzkvétal jazz, americké elity, které upřednostňovaly klasickou hudbu, se snažily rozšířit poslech svého oblíbeného žánru v naději, že se jazz nestane mainstreamem. Jazz však naopak ovlivnil klasické skladatele tak různorodé jako byli George Gershwin a Herbert Howells.